# 緊急警報システム
緊急警報システム（きんきゅうけいほうシステム、英: Emergency Alert System〈エマージェンシー・アラート・システム〉、略称: EAS）とは、1997年1月1日に施行された（連邦通信委員会〈FCC〉によって1994年11月に認可）アメリカ合衆国の国家警報機構で、緊急放送システムに代わって導入された。システムはアメリカ合衆国連邦緊急事態管理庁（FEMA）、連邦通信委員会（FCC）、そしてアメリカ海洋大気庁（NOAA）によって共同調整された。システムの規則や基準は連邦通信委員会の公衆安全・祖国防衛事務局によって決定された。

## 概要
緊急警報システムは、国家非常事態宣言時に、放送局、衛星デジタルオーディオサービス、直接放送衛星プロバイダー、ケーブルテレビシステム、ワイヤレスケーブルシステムを通じて送信され、大統領が10分以内に国民に向けて演説を行うことができる国家的な公共警報システムである。
また、州や地方自治体が、気象情報や差し迫った脅威、アンバーアラートなどの特定の地域を対象とした事件情報などの重要な緊急情報を配信するために、このシステムを使用する。
国家レベルの警報発信時には緊急事態管理庁(FEMA)経由で国内基幹放送局に、州や郡レベルの警報発信時には州レベルの放送局に、それぞれ警報を伝達、そこから各支局に伝達して放送内容をコントロールする。
全国単位でのEASをいつ起動させるかは、大統領が単独で決定する。その他、他のすべての警報手段が利用できない場合にも使用される。
2022年9月、FCCは緊急警報のルールを改定し、従来の警報システムと、インターネットベースのシステムの両方を用いることとし、可能ならば、インターネットベースの警報を優先して流すことが求められることとなった。これ以外にも一般的な用語の採用、視聴覚障害がある人へのアクセシビリティー向上を図った。また、これまでは警報が解除されるまでテレビ画面で流し続けるというルールがあったが、廃止された。

## 技術

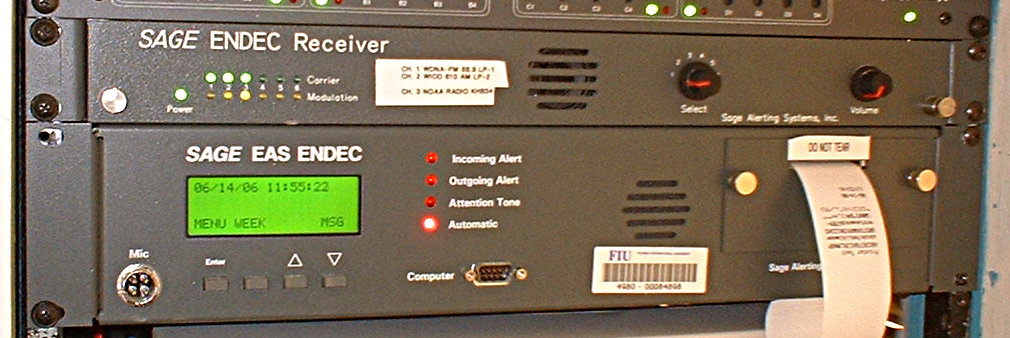
Sage EASENDECユニット

緊急警報システムで送信される情報は、デジタル符号化された地域を識別する信号（SAME）のヘッダー、注意信号、音声アナウンス、およびデジタル符号化されたメッセージ終了マーカーの4つの部分で構成されている。
SAMEヘッダーは、緊急警報システム設計の最も重要な部分である。
SAMEには、警報の発信者（大統領、州または地方自治体、国立気象局、または放送局）、災害の簡単な説明（竜巻、洪水、猛烈な雷雨）、災害の影響を受ける地域（最大32の郡または州）、災害発生の予想期間（分単位）、警報が発表された日時と発信元の放送局に関する情報が含まれている。
緊急警報システムによって全国に対して放送される緊急放送（EAN）は、大統領または大統領に指名された者がPEPシステムを介してEASで発表することを放送局に通知するものである。
アメリカ政府は、このシステムにより、大統領が国家緊急事態の際に10分以内に演説を放映できるようになると述べている。

### プライマリエントリポイント局
プライマリエントリポイント局（National Public Warning Systemとも呼ばれる）は、アメリカ合衆国連邦緊急事態管理庁（FEMA）と連携して、大統領などが発表した緊急警報などをその他の放送局や有線放送に配信するために使用される77のラジオ局のネットワークである。 ネットワークには3つの全国ネット局と74のローカル局（詳細はw:Emergency_Alert_System#Primary_Entry_Point_stationsを参照されたし）が名を連ねている。
PEP局には追加のバックアップ通信機器と発電機が装備されており、停電時など通常の放送に支障がある場合でも一般向けに情報を放送し続けることができるように設計されている。
2016年、WJRデトロイト局とWLWシンシナティ局を皮切りに、FEMAは33のPEP局に、放送設備、非常食、休憩エリア、空気濾過システムを備えた可搬型のスタジオ用シェルターの建設プロセスを開始した。NPWSプロジェクトマネージャーのマニー・センテノ氏は、これらのシェルターは空気の汚染と電磁パルスから保護し、あらゆる危険からのプライマリエントリポイント局の生存可能性を拡大する設計がなされていると説明した。

### 通信リンク
FEMA National Radio System (FNARS) は、緊急警報システムへのプライマリエントリポイントサービスを提供し、EASの緊急時の大統領の発信の親局として機能する。 FNARSネット制御局はバージニア州ブルーモントにある、マウントウェザー緊急オペレーションセンターにある。
EANがPEP局 (または他の参加局) からEAS参加局によって受信されると、メッセージは参加者のネットワークを通じてデイジーチェーンが形成され、ある1局が他の複数のステーションからメッセージを受信し、そのステーションがそのメッセージをさらに他の複数の局に転送するネットワークが形成される。このプロセスにより、複数のメッセージ受信経路が作成され、すべての放送局がメッセージを受信する可能性が高まり、システムの残存可能性が高まります。各EAS参加局は、EAS受信のために少なくとも2人の他の参加局をモニタリングする必要がある。

### EASヘッダー
ヘッダーにはエラー検出コードがないため、冗長性のために3回繰り返される。 EAS デコーダーは、受信したヘッダーを互いに比較し、任意の 2 つのヘッダーが完全に一致するものを探して、アクティベーションの失敗の原因となるほとんどのエラーを排除し、 デコーダはメッセージが放送局によってサービスされるローカル エリアに適用される場合に、メッセージを無視するか、放送で中継するかを決定する (放送局によって設定されたパラメータに従う)。
SAMEヘッダーバーストの後にアテンション トーンが続く。このトーンは、発信元ステーションに応じて 8 ～ 25 秒間続く。 NOAA Weather Radio ステーションのトーンは  1050 Hz である。 民間放送局では、代わりに 853 Hz と 960 Hz の正弦波の 「ツートーン」注意信号が使用される。これは、古い緊急放送システムで使用されていたものと同じ信号である。これらのトーンは悪名高く、視聴者にとっては恐ろしくも迷惑でもあると見なすことができる。 実際、異常に高いピッチでほぼ長秒の間隔を形成する 2 つのトーンは、人間の耳に不快感を与えるため、特に注意を引く能力のために選択された。 SAMEヘッダーは、その甲高い音でも知られている。 「ツートーン」システムは 1998 年以降必要なくなり、EAS メッセージの前の音声警報にのみ使用される。 EBS と同様に、注意信号の後に警告の詳細を説明する音声メッセージが続く。
メッセージは、テキスト NNNN である AFSK "EOM"、またはメッセージの終わりの3つのバーストで終了し、毎回バイナリ 10101011 キャリブレーションが先行する。

### IPAWS

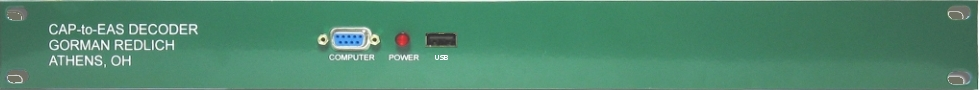
Gorman-RedlichラックマウントCAP -to-EASコンバーター。CAP形式のアラートを同じヘッダーに変換します。

## ステーション要件
FCC は、すべての放送局およびマルチチャンネルビデオ プログラミング ディストリビューター(MVPD) (以下「EAS放送局」) に対し、コントロールポイントまたはヘッドエンドに FCC認定のEASデコーダおよびエンコーダを設置し、保守することを義務付けている。これらのデコーダは、EASのメッセージや近くの他の放送局からの信号を継続的に監視する。信頼性を確保するには、少なくとも2つの送信元ステーションを監視する必要があり、そのうちの1つが指定された中心的な地元局である必要があります。また、放送局は最新版のEASハンドブックを保持する必要がある。

## システムテスト
すべてのEAS機器は、毎週テストする必要がある。 
必要な毎週のテスト (RWT) は、少なくとも開始信号と終了信号で構成され、テストを発表する音声や映像は必須ではないが、多くの放送局はテストを行うことを告知している。 
RWTは放送局によってランダムな日時にスケジュールされ、深夜または午後の早い時間に行われることが非常に多く、通常は再送信されない。

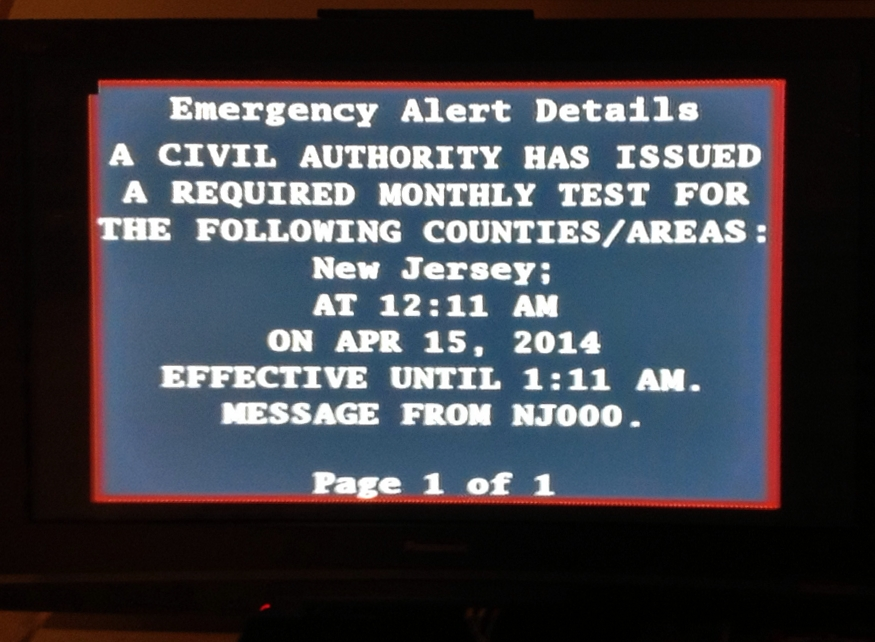
2014年4月15日にニュージャージーで送信された必須の月次テスト（RMT）の画像

必要な月次テスト (RMT) は、通常、地方または州の主要局、州の緊急事態管理機関、または国立気象局によって作成され、放送局およびケーブルチャンネルによって放送される。RMTは、奇数月は午前8時30分から現地の日没まで（昼間）、偶数月は現地の日没から午前8時30分まで（夜間）の間に実行される。 受信した毎月のテストは、受信後60分以内に再送信する必要がある。
なお、RMTは、事前に発表された大統領演説や国政/地方選挙の報道などといった、臨時の主要な地方または全国ニュース報道中には実施されない。 また、スーパーボウルやワールドシリーズなどのほか、インディアナポリス500やオリンピックなどの主要なスポーツイベントも個々の州のEAS計画で言及され、開催中の実施を回避している。

### 全国定期試験
2011年2月3日、FCC は全国EASテストの計画と手順を発表した。このテストには、EAS に接続されているすべてのテレビ局とラジオ局、および米国内のすべてのケーブルおよび衛星放送サービスが含まれる。なお、NOAAウェザーラジオ (NOAA/NWS) ネットワークは開始専用ネットワークであり、PEP ネットワークからメッセージを受信しないため、対象外となる。
2011年11月9日午後2時に全国EASテストが行われ、緊急行動通知が送信および放送された。実施後、連邦通信委員会は、EAS経由でメッセージを受信したのは参加者の半数に留まり、一部の参加者は「誤った機器構成、機器の準備と維持の問題、EAS 規則と技術に関する混乱により警報の受信または再送信に失敗した」ことを明らかにした。また、低電力放送局の参加は少なかった。視聴者の混乱を減らすために、FCCは、将来の全国EASテストは新しいイベントコード「全国定期テスト」(NPT)の下で実施され、開催地として「アメリカ」をリストすると述べた。
2015年、全国規模のテストの実施が法律で義務化された。同法では、最低でも3年に1度の試験実施が定められた。
全国定期テストは2016年9月28日に全米準備月間の一環として初めて行われ、翌2017年の9月27日にも行われた。
2018年10月3日(ハリケーン・フローレンスにより、9月20日より延期)に実施されたNPTは初めて携帯電話のワイヤレス緊急警報システム(WEA)でも実施が義務化された。
2019年8月7日、大西洋のハリケーンシーズンに備え、初めて8月に実施。このテストは、インターネットが使用できない場合のアラート配信の効率を測定するために、プライマリエントリポイント（PEP）システムを介した放送局およびテレビ放送プロバイダーへの配信のみに焦点を当てた。
2020年は新型コロナウイルス感染症の世界的流行による、放送業界の異常な状況と労働条件を考慮して中止となり、 2021 年8月11日午後2時20分（東部夏時間）にテレビやラジオとともにWEAシステムのテストが行われた。
2022年、緊急警報のルール改定に合わせ、NPTは緊急警報システムの全国テストと呼ばれるようになり、発信者コードが「主入力コード システム」から「米国政府」に変更された。
2023年8月3日、FEMAとFCCは、第7回NPTが2023年10月4日に開催される予定と発表した。実験は東部時間午後2時20分に開始され、テレビ・ラジオ及びWEAシステムにて発報される。

## 欠点
緊急警報システムは放送に割り込んで音声メッセージを報じるためのみに使用されており、例えば、緊急行動通知では「大統領がメディアと連絡ができない場合にメッセージを伝えるための最後の手段」とされており、異常気象や事件を即座に繰り返し報じてしまい、簡単に冗長になることもある。有名な例を挙げるとアメリカ同時多発テロ事件の際、EASは発動しなかった。事件後、マイケル・パウエル連邦通信委員会委員長はテロ後にEASを使用しなかったことについて、「広範囲にわたっているメディア環境」を理由の一つにした。ニューヨーク・タイムズのグレン・コリンズ氏は、「過去50年間、冷戦、ケネディ大統領暗殺事件、オクラホマシティ連邦政府ビル爆破事件、大地震や同時多発テロ事件があったにもかかわらず現在のEASシステムを使用した大統領はいない」と述べ、それを使用すると、実際に報道各社からの生中継が妨げられる可能性があると、システムの限界を指摘した。
2019年3月3日、アラバマ州バーミングハムで23人が死亡した竜巻が発生した後、アメリカ国立気象局の気象学者ケビン・ローズはCNNの取材で、気象現象の予測不可能な性質を反映するために警報がリアルタイムで更新されることを望んだ。また、竜巻が突然リー郡に向けて進路を変更したため、同地に警報が発令されたのはたったの9分だったと指摘した。
また、2010年代からのコード・カッティングにより、ケーブルテレビ視聴者数が減っていることから、緊急情報を受信する能力を阻害するのではないかという懸念につながっており、READIはネット配信を介した警報の配信に関する調査を求めた。

## 事件

### 誤警報
- 2005年2月1日、コネチカット州では、州全体の即時避難を求める警報が誤って発令された。原因として予告なく予定されていた州全体のテスト実施中のオペレーターのミスによるものとされた。なお、警告には発行された理由に関する具体的な詳細は含まれていなかったため、事件後に実施された調査では、住民の少なくとも 11% が実際に警告を生で見たと報告されていたが、調査対象者の 63% は「多少、またはまったく懸念していなかった」と報告されており、メッセージには詳細が欠如している疑いがあるとして、調査対象者のうち実際に州を離れようとした人はわずか1％だった。また、コネチカット州警察はこの事件に関連する通報を受けなかったとしている。[38][39][40]
- 2005年7月26日、ラスベガスのFMラジオ局『KXTE』が、先に流したアンバーアラートの取り消しメッセージを送信する際、誤って「緊急行動通知」(EAN)、核戦争やそれに相当する国家的緊急事態に際して米国大統領が使用するコードを誤送信した。原因は、局内にあるEASメッセージのエンコード／デコード装置に生じたハードウェアの不調とされている[41]。
- 2005年7月27日、フロリダ州の住民の一部に対し、誤って放射能に関する緊急警報が発せられた。気象庁のタラハシー予報所(フロリダ州)のオペレーターが、「RWT(毎週のテスト)」と打ち込むべきところを誤って「RHW(放射能危険警報)」と打ってしまったために生じた[41]。二日連続での誤警報発報となってしまった。
- 2010年5月19日の午後5時過ぎ、オレゴン州ハーミストンにあるユマティラ・ケミカル・デポ近くのNOAA気象ラジオとCSEPP（化学物質備蓄緊急事態準備プログラム）トーン警報無線が国立気象局が発令した激しい雷雨に関する警報が発令されたことで作動。しかし、送信されたのは長い沈黙の後にスペイン語が数語発されただけで、警報の送信に失敗した。なお、ユマティラ郡緊急事態管理局は、基地に緊急事態は発生していないと強調した。[42]
- 2016年9月3日、熱帯低気圧ヘルミネの影響で、サフォーク郡全域からの即時避難を求める警報がテレビに表示されたが、"This is an emergency message from"と発報者が分からない不完全な文で終わった。結局、この警報は間違いであり、このメッセージが送信されてから約15分後、本来発令されるはずだった、ロングアイランドの防波島であるファイアーアイランドからの自主避難を求めている旨の警報が改めて発令された[43]。サフォーク郡は、緊急警報システムの運用を停止しニューヨーク州に調査を要請した[44]。

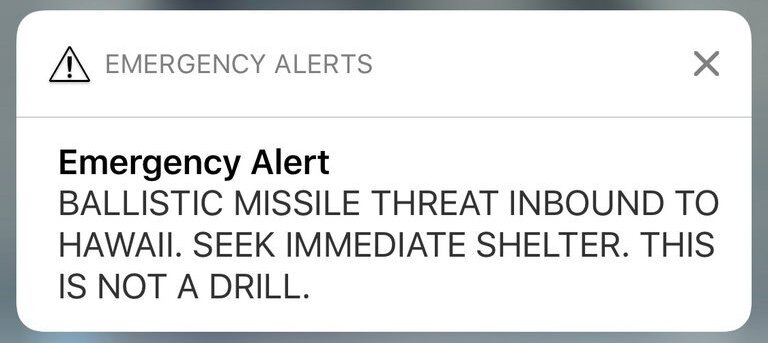
2018年1月13日、ハワイへのミサイルの脅威を警告する誤警報。

- 2018年1月13日、ハワイへのミサイルの脅威を警告する誤警報。2018年1月13日、ハワイ州「弾道ミサイルの脅威がハワイに接近中。ただちに避難を。これは訓練ではありません」とのメッセージがテレビやラジオ、携帯電話に発報された。原因として、勤務シフトの交代後、日課として行っている訓練の際に発生し、緊急対策センターの職員が、送信するメッセージの定型を定めた「テンプレート」の選択を誤り、本来なら内部にのみ送信されるテンプレートを選択すべきところ、一般向けに送信するメッセージのテンプレートを選択してしまい誤報に繋がった。なお、これにより、当事者はかねてからの勤務内容の悪さも相まって罷免された。[45][46][47]

### サイバーセキュリティ違反
EAS 機器はさまざまなサイバー攻撃の対象となってきましたが、その主な原因は、参加者がエンコーダーとデコーダーに安全でないパスワードや工場出荷時のデフォルト パスワードを使用したこと、およびパッチが適用されていない脆弱性を含む古いソフトウェアを使用したことです。連邦政府機関は、安全なパスワードを使用しておらず、ソフトウェアを最新の状態に維持していないため、EAS 機器がそのような攻撃に対して脆弱になり、誤報などの混乱が生じる可能性があると何度も警告してきました。

### アラート以外のトーンの使用
システムの完全性を守り、誤作動を防止するため、FCCは、実際の警報や訓練または認可された公共広告を除いて、疑似的なものであってもEASやWEAのトーンや注意信号の使用を禁止しており、特に視聴者の注意を引くために使用される場合は実際の警報が発令された映像の再放送であっても禁止されている。トーンを誤用した放送局は、制裁 (コンプライアンス対策への参加を義務付けられるなど) や罰金の対象となる。
- 2013年、映画「エンド・オブ・ホワイトハウス」の予告編でEASトーンが使用され、2014年3月3日、ケーブルプロバイダーはEASトーンの悪用により連邦通信委員会から190万ドルの罰金を科せられた[50]。また、これと同様の出来事は2013年11月にも起こり、TBSはトーク番組「コナン」の広告でEASトーンを使用したとして25,000ドルの罰金を科せられた[51]。
- 2014年10月24日、WSIX-FMのラジオ番組「ボビー・ボーンズ・ショー」にて、司会者のボビー・ボーンズは、2014年のワールドシリーズ第2戦の中継を中断したナッシュビルのフォックス系列局WZTVによる本物のテストについての不満を表すため、2011年の全国テストの音声を放送した。この通知は一部の放送局やケーブルシステム（特に現在の日付と一致しないEANメッセージを拒否するように設定されていない局）に中継される出来事があった。2015年5月19日WSIX-FMを所有するiHeartMediaは、この事件に対して100万ドルの罰金を科された。また、さらなる事件を回避するため、すべてのEASトーンや類似サウンドのオーディオライブラリからの削除を含めた、3年間のコンプライアンス計画を実行するよう命じられた[52][53]。
- 2016年8月4日から6日にかけ、2016年リオデジャネイロオリンピックの放送中にフロリダ州ジャクソンビルのNBC系列局WTLVは、EASのトーンを多用したNFLのジャクソンビル・ジャガーズのCMを放映した。この広告は、特に大西洋のハリケーンシーズンのピーク時に同局が広告を掲載したことを地元ニュース業界ブログ「FTVLive」が批判してコンプライアンス当局が広告を取り下げるまで4回放送された。 WTLVは2017年5月30日に、問題のジャガーズの広告を掲載したとして5万5000ドルの罰金が科せられた[54][55]。